# Mount Paterson (berg i Sydgeorgien och Sydsandwichöarna)
Mount Paterson är ett berg i Sydgeorgien och Sydsandwichöarna (Storbritannien). Det ligger i den nordvästra delen av Sydgeorgien och Sydsandwichöarna. Toppen på Mount Paterson är 2 196 meter över havet, eller 1 078 meter över den omgivande terrängen. Bredden vid basen är 14,4 km. Mount Paterson ingår i Salvesen Range.
Terrängen runt Mount Paterson är bergig österut, men västerut är den kuperad.  Trakten runt Mount Paterson är nära nog obefolkad, med mindre än två invånare per kvadratkilometer. Det finns inga samhällen i närheten. Trakten runt Mount Paterson består i huvudsak av gräsmarker.